# Fonds régional d'art contemporain de Franche-Comté
Le fonds régional d'art contemporain de Franche-Comté (Frac Franche-Comté) est un fonds régional d'art contemporain créé par la région Franche-Comté en 1982.
Situé au sein du musée des beaux arts de Dole de 1987 à 2005, le Frac Franche-Comté déménage à Besançon en 2005 avant de s'installer définitivement dans un nouveau bâtiment conçu par l'architecte Kengo Kuma en 2013. Sa collection compte en 2019, 661 œuvres de 337 artistes.
Depuis la fusion administrative des deux anciennes régions de Bourgogne et de Franche-Comté le 1er janvier 2016, la région Bourgogne-Franche-Comté compte désormais deux Frac : celui de Franche-Comté et le Frac Bourgogne situé dans l'espace Les Bains du Nord, installé dans le cœur historique de Dijon.

## Lieu d'exposition principal
La région Franche-Comté, la ville de Besançon et Grand Besançon Métropole décident la création d'un pôle culturel au bord du Doubs sur le site de l'ancien port fluvial de Besançon, un entrepôt de brique datant des années 1930. La réalisation de ce projet est confiée à l'architecte japonais de renommée internationale Kengo Kuma.
En 2013 est ainsi inauguré la nouvelle Cité des Arts regroupant le Frac ainsi que le conservatoire à rayonnement régional de Besançon.
Le Frac possède ainsi de son propre bâtiment où il dispose désormais d'équipements lui permettant d'exposer ses collections. Il fait partie de cette nouvelle génération de Frac dite de « deuxième génération » en se dotant de plusieurs salles d'exposition, de nouvelles réserves, d'une bibliothèque ouverte au public possédant un fonds de 6000 ouvrages et d'une salle de conférence.
Depuis 2006, il construit sa collection notamment autour de la question du Temps (mémoire, durée...) avec notamment un corpus d’œuvres autour du son qui lui permet un dialogue constant avec son voisin le conservatoire.

## Photographies

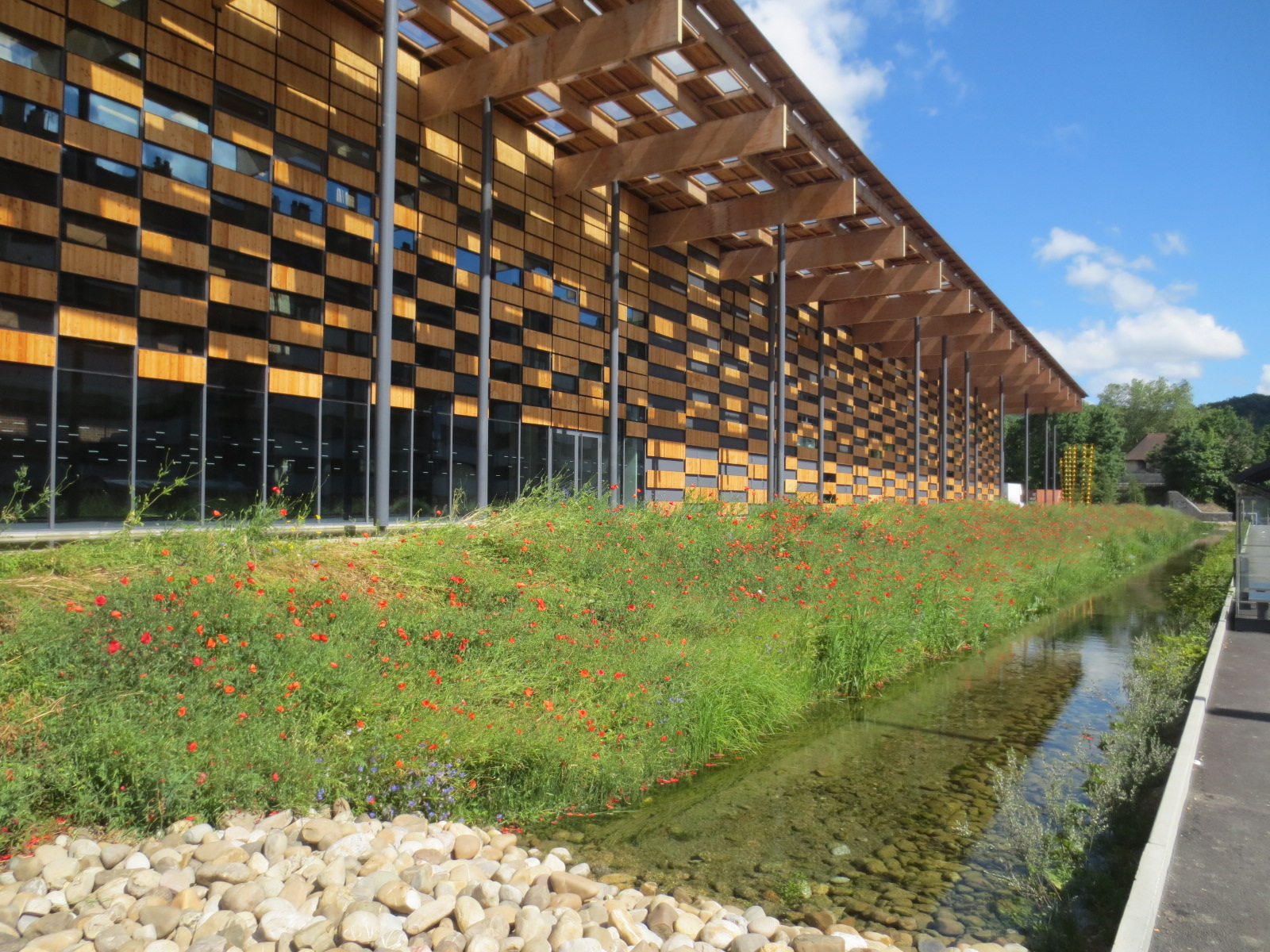
Vue de la façade de la cité des arts
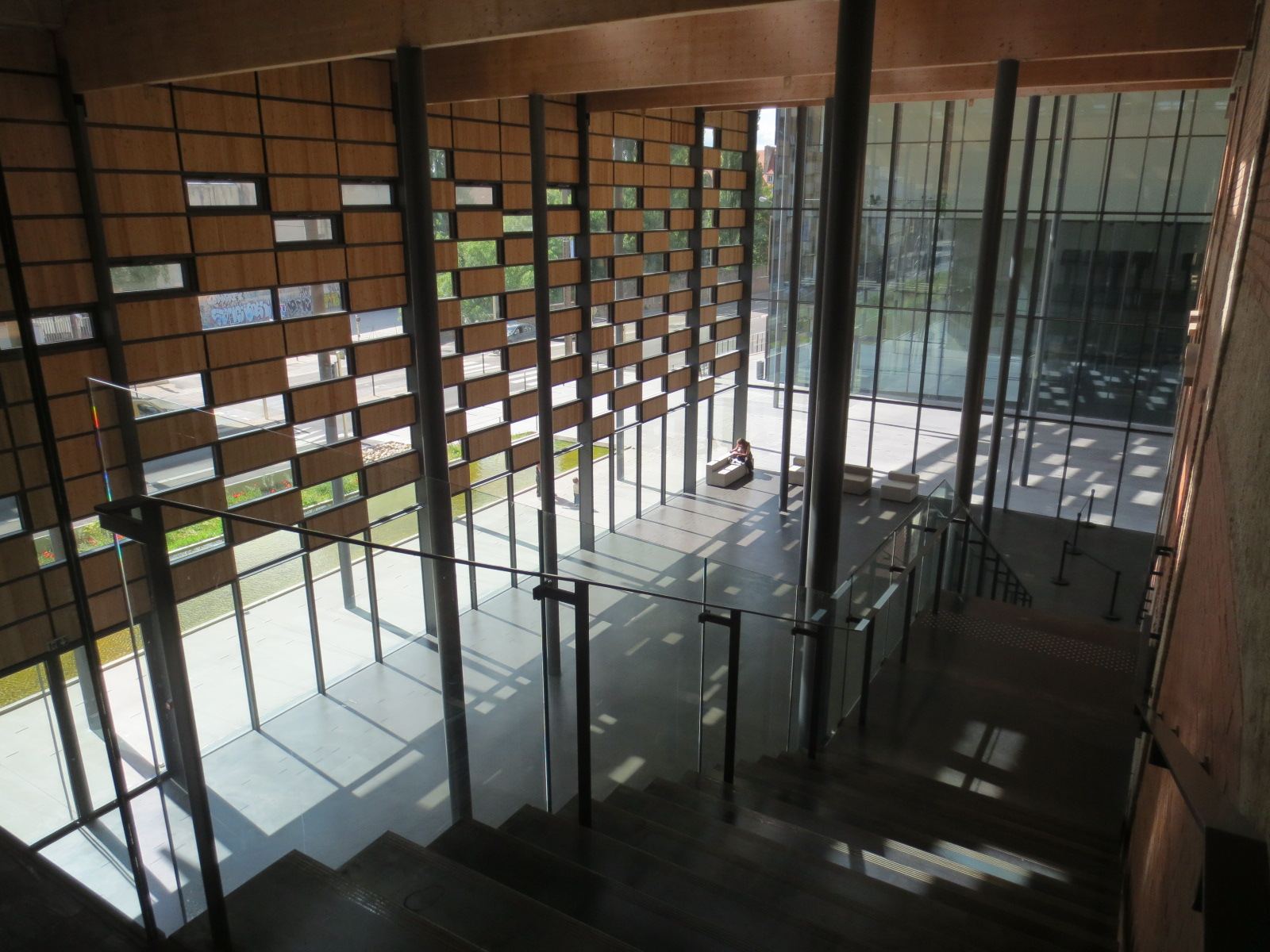
Intérieur du bâtiment.
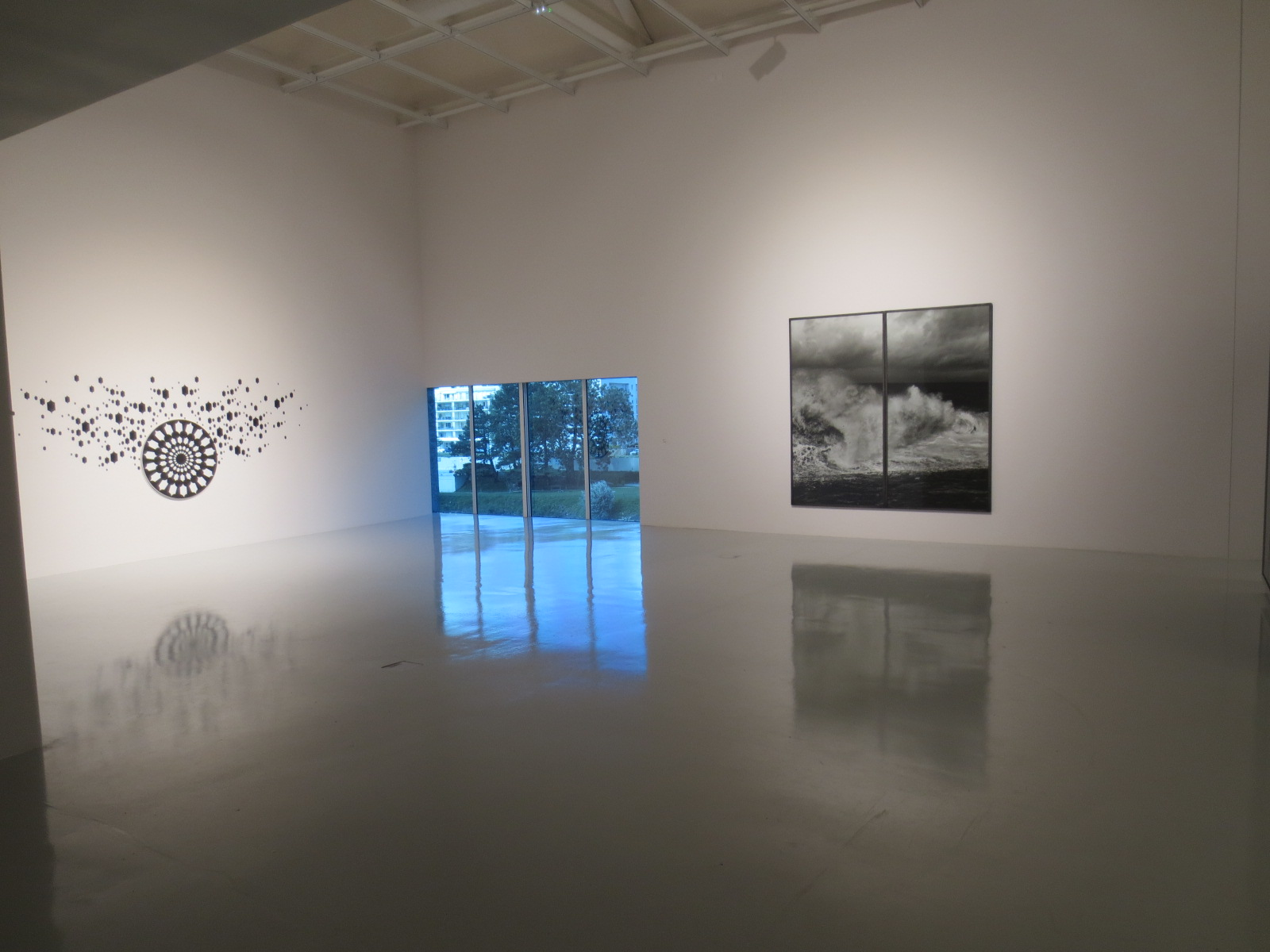
Vue de l'une des salles d'exposition.

## Collection
- Marina Abramović : Becoming visible, œuvre en 3 dimensions, 1993.
- Robert Breer : Float, œuvre en trois dimensions, 1970-2000; 69, film 16 mm, 1968.
- Christian Boltanski, Image modèle, photographie, 1977.
- Balthasar Burkhard, Vague, photographie, 1995; Namibie (D), photographie, 2000.
- Gérard Collin-Thiébaut, Mes Oisivetés, œuvre en trois dimensions, 1970; Distributeurs automatiques de carnets d'images, œuvre en trois dimensions, 1990; Rébus 1S'élever au-dessus du réel en restant dans les limites de la perfection, voilà ce que doit faire l'artiste, dessin, 1994; Rébus 2Quelques traits de dessin indiquent mieux que de longues descriptions, dessin, 1994; Rébus 3C'est un cruel défaut que de n'avoir que du talent, dessin, 1994; Rébus 4Les gravures d'Albert Dürer étant très estimées sont très chères, dessin, 1994.
- Cyprien Gaillard : Real Remnants of Fictive War VI, photographie, 2007; Real Remnants of Fictive War V, film 35 mm, 2004.
- Gérard Gasiorowski, Préhistoire et Art Saïte, Femmes dans l'atelier, acrylique sur toile, 1984.
- Christian Marclay, Mashup IV, photographie, 2008.
- Matthieu Saladin, La dette n'est qu'une promesse, 2016[4]
- Gregor Schneider, Hannelore reuen/ Alte Hausschlampe, photographies, 2000.
- Xavier Veilhan, Sans Titre (Les animaux), sculpture, 1990; Sans Titre (Ninja), photographie, 1997; Paysage Fantôme n°5, reproduction photomécanique, 2003.
- Elsa Werth, Three Shifts, installation video, 24 heures (boucle), 2020[5]

## La diffusion
Le fonds est dirigé depuis 2005 par Sylvie Zavatta.
La collection du frac est "centrifuge", elle se déploie ainsi sur l'ensemble du territoire franc-comtois, pour des expositions, des projets pédagogiques, des prêts en France et à l'international. En 2015, le Frac crée le "Satellite", un camion de 20 mètres cubes aménagé par l'architecte-designer Mathieu Herbelin en espace d'exposition mobile. Ce camion poursuit son itinérance pour aller à la rencontre des publics éloignés.

## Expositions
- Ryoji Ikeda - test pattern [n°4], du 6 avril au 15 septembre 2013
- Des mondes possibles, du 6 avril au 25 août 2013
- Sound Houses, Alvin Lucier et Tom Johnson, du 14 septembre au 1er décembre 2013
- Four Walls, Francis Baudevin, du 5 octobre 2013 au 26 janvier 2014
- All-in, Mohamed Bourouissa, du 5 octobre 2013 au 26 janvier 2014
- Les Choses, vol. 1, du 21 décembre 2013 au 2 mars 2014
- Les Choses, vol. 2, du 15 février au 13 avril 2014
- Solution de continuité, du 15 mars au 18 mai 2014
- Histoire d'une restauration, du 15 mars au 18 mai 2014
- L'origine de la guerre, du 12 avril au 18 mai 2014
- Laissez les sons aller où ils vont, du 21 juin au 21 septembre 2014
- La répétition, du 14 janvier au 17 mai 2015
- Juste retour (des choses et des mots), du 14 janvier au 17 mai 2015
- Le Monde selon..., du 5 novembre 2015 au 17 janvier 2016
- Silvia Bächli, du 6 juin au 30 août 2015
- Le Champ du Ciel, Katie Paterson, du 6 juin au 30 août 2015
- Acquisitions récentes : 2013-2015, du 6 février au 8 mai 2016
- Légende, du 6 février au 8 mai 2016
- Morgane Vié, du 6 février au 8 mai 2016
- A rebours, Estefania Penafiel Loaiza, du 28 mai au 18 septembre 2016
- Vingt mille jours sur terre, Nathalie Talec, du 28 mai au 18 septembre 2016
- Le temps matériel, du 9 octobre au 30 décembre 2016
- Max Feed, du 9 octobre au 30 décembre 2016
- Grammaire sentimentale, Gérard Collin-Thiébaut, du 22 janvier au 23 avril 2017
- Hello. Come here. I want you, Georgina Starr, du 19 mai au 24 septembre 2017
- The Fairytale recordings, Saâdane Afif, du 19 mai au 24 septembre 2017
- Montag ou la bibliothèque à venir, du 15 octobre 2017 au 14 janvier 2018
- Coréaniser Corbu, KVM Ju Hyun Lee & Ludovic Burel, du 19 octobre 2017 au 14 janvier 2018
- Partitions régulières, Raphaël Zarka, du 4 février au 20 mai 2018
- Remake, Etienne Bossut, du 4 février au 20 mai 2018
- Every day is exactly the same, Hugo Schüwer Boss, du 4 février au 20 mai 2018
- L'envers du paysage, Lois Weinberger, du 10 juin au 30 septembre 2018
- Minimo, Olivier Vadrot, du 10 juin au 30 septembre 2018
- Les petites fleurs de l'apocalypse (1918-2018), Régis Perray, du 10 juin au 30 septembre 2018
- Je m'appelle Cortana, Sylvie Fanchon, du 21 octobre 2018 au 13 janvier 2019
- Survivre ne suffit pas, du 3 février au 28 avril 2019
- Vinyls & Clips, sound collection Guy Schraenen & clips d’artistes, du 19 mai au 22 septembre 2019
- Syncopes et Extases. Vertiges du temps, du 13 octobre 2019 au 13 janvier 2020
- Danser sur un volcan, Klaus Rinke, Robert Morris, Edouard Levé, Daniel Firman, Agnès Geoffray, Denis Darzacq, Steve Paxton, Micha Laury, du 20 mars 2021 au 3 janvier 2022[7],[8]